# アイアンブリッジ渓谷博物館
アイアンブリッジ渓谷博物館（Ironbridge Gorge Museum）は、バーミンガムにある博物館。

## 歴史

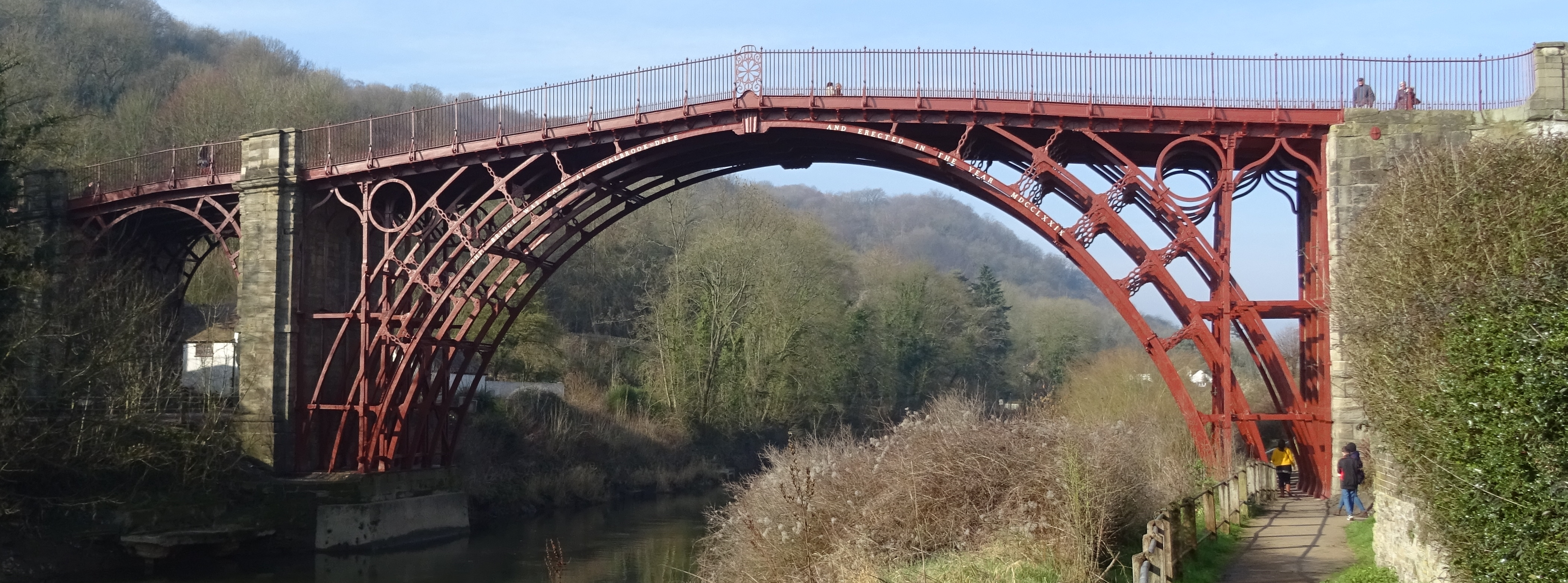
アイアンブリッジ

1779年に開通した世界最古の鉄橋「アイアンブリッジ」周辺、約15.5㎢の渓谷には、鉱山施設などの産業遺構が数多く残る。これらの施設跡を利用した専門博物館が、1973年に成美・一般公開され、点在する。鉄の博物館、タイル博物館、陶磁器博物館など6つの博物館は、まとめてアイアンブリッジ渓谷博物館と呼ばれる。一帯は世界遺産に指定されており、環境教育の場ともなっている。